# Norvège aux Jeux olympiques d'hiver de 2002
Cet article contient des informations sur la participation et les résultats de la Norvège aux Jeux olympiques d'hiver de 2002 à Salt Lake City aux États-Unis.
La Norvège a engagé lors de cette édition 77 athlètes dans onze disciplines (sur quinze), et a obtenu 25 médailles : 13 en or, 5 en argent et 7 en bronze. Ce total lui permet d'être la première nation au rang des médailles. Les treize titres olympiques lui permette même d'égaler le record de l'Union soviétique des jeux de 1976 à Innsbruck. Ce record sera battu par le Canada à domicile en 2010 (avec 14 médailles d'or).
Le biathlète Ole Einar Bjørndalen est lui l’athlète le plus titré de ces jeux, avec quatre titres en quatre épreuves.
La Norvège ne présente aucun athlète dans quatre épreuves :la luge, le patinage artistique, le short track et le Hockey sur glace.

## Médailles
À l'issue des Jeux olympiques, le bilan affiché était moins bon que celui présenté ici : Thomas Alsgaard et Frode Estil étaient deuxième ex æquo de la poursuite derrière l'espagnol Johann Mühlegg, Odd-Bjørn Hjelmeset était 4e du 50 km et Bente Skari 4e du 30 km  avant que les athlètes Johann Mühlegg, Larisa Lazutina et Olga Danilova ne soient disqualifiés pour dopage. Ces disqualifications, et la redistribution des médailles, permettent à Hjelmeset et Skari de monter sur le podium, et à la paire Alsgaard et Estil de convertir leurs deux médailles d'argent en titre olympique.

### Or
- Kjetil André Aamodt en Super-G homme (Ski alpin)
- Kjetil André Aamodt en Combiné homme (Ski alpin)
- Ole Einar Bjørndalen en Sprint 10 km homme (Biathlon)
- Ole Einar Bjørndalen en Poursuite 12,5 km homme (Biathlon)
- Ole Einar Bjørndalen en 20 km homme (Biathlon)
- Frode Andresen, Ole Einar Bjørndalen, Egil Gjelland et Halvard Hanevold en relais 4 x 7,5 km homme (Biathlon)
- Tor Arne Hetland en Sprint homme (Ski de fond)
- Frode Estil en Poursuite homme (Ski de fond) - égalité
- Thomas Alsgaard  en Poursuite homme (Ski de fond) - égalité
- Thomas Alsgaard, Anders Aukland, Frode Estil et Kristen Skjeldal en Relais 4 x 10 km homme (Ski de fond)
- Bente Skari en 10 km femme (Ski de fond)
- Torger Nergård, Bent Ånund Ramsfjell, Flemming Davanger, Lars Vågberg et Pål Trulsen en Curling homme (Curling)
- Kari Traa en Bosses femme (Ski acrobatique)

### Argent
- Lasse Kjus en Descente homme (Ski alpin)
- Liv Grete Poirée en 15 km femme (Biathlon)
- Gunn Margit Andreassen, Liv Grete Poirée, Ann-Elen Skjelbreid, Linda Tjørhom en Relais 4 x 7,5 km femme (Biathlon)
- Frode Estil en 15 km homme (Ski de fond)
- Marit Bjørgen, Bente Skari, Hilde Gjermundshaug Pedersen et Anita Moen en Relais 4 x 5 km femme (Ski de fond)

### Bronze
- Lasse Kjus en Slalom géant homme (Ski alpin)
- Kristen Skjeldal en 30 km homme (Ski de fond)
- Odd-Bjørn Hjelmeset en 50 km homme (Ski de fond)
- Anita Moen en Sprint femme (Ski de fond)
- Bente Skari en 30 km femme (Ski de fond)
- Ådne Søndrål en 1 500 m homme (Patinage de vitesse)
- Lasse Sætre en 10 000 m homme (Patinage de vitesse)

## Engagés par sport

### Biathlon

#### Femmes
| Épreuve           | Athlète                | Pénalités | Temps         | Classement |
| ----------------- | ---------------------- | --------- | ------------- | ---------- |
| Sprint (7,5 km)   | Gro Istad-Kristiansen  | 4         | 24 min 12 s 7 | 53         |
| Sprint (7,5 km)   | Ann-Elen Skjelbreid    | 3         | 23 min 14 s 2 | 38         |
| Sprint (7,5 km)   | Gunn Margit Andreassen | 1         | 22 min 19 s 7 | 16         |
| Sprint (7,5 km)   | Liv Grete Poirée       | 1         | 21 min 24 s 1 | 4          |
| Poursuite (10 km) | Gro Istad-Kristiansen  | 4         | 36 min 13 s 9 | 40         |
| Poursuite (10 km) | Ann-Elen Skjelbreid    | 6         | 35 min 56 s 6 | 39         |
| Poursuite (10 km) | Gunn Margit Andreassen | 2         | 32 min 56 s 8 | 16         |
| Poursuite (10 km) | Liv Grete Poirée       | 4         | 31 min 18 s 3 | 4          |

| Épreuve | Athlète                | Temps réel    | Pénalités | Temps         | Classement        |
| ------- | ---------------------- | ------------- | --------- | ------------- | ----------------- |
| 15 km   | Linda Tjørhom          | 48 min 34 s 0 | 4 min     | 52 min 34 s 0 | 39                |
| 15 km   | Gunn Margit Andreassen | 48 min 42 s 9 | 3 min     | 51 min 42 s 9 | 30                |
| 15 km   | Ann-Elen Skjelbreid    | 47 min 51 s 1 | 3 min     | 50 min 51 s 1 | 22                |
| 15 km   | Liv Grete Poirée       | 46 min 37 s 0 | 1 min     | 47 min 37 s 0 | Médaille d'argent |

Relai féminin (4 x 7,5 km)
| Athlètes                                                                  | Résultats | Résultats         | Résultats         |
| Athlètes                                                                  | Pénalités | Temps             | Classement        |
| ------------------------------------------------------------------------- | --------- | ----------------- | ----------------- |
| Ann-Elen Skjelbreid Linda Tjørhom Gunn Margit Andreassen Liv Grete Poirée | 0 (0 + 9) | 1 h 28 min 25 s 6 | Médaille d'argent |

#### Hommes
| Épreuve             | Athlète              | Pénalités | Temps         | Classement    |
| ------------------- | -------------------- | --------- | ------------- | ------------- |
| Sprint (10 km)      | Egil Gjelland        | 1         | 26 min 42 s 5 | 24            |
| Sprint (10 km)      | Halvard Hanevold     | 0         | 26 min 12 s 5 | 13            |
| Sprint (10 km)      | Frode Andresen       | 2         | 25 min 51 s 5 | 8             |
| Sprint (10 km)      | Ole Einar Bjørndalen | 0         | 24 min 51 s 3 | Médaille d'or |
| Poursuite (12,5 km) | Egil Gjelland        | 1         | 34 min 16 s 9 | 15            |
| Poursuite (12,5 km) | Frode Andresen       | 5         | 34 min 14 s 5 | 14            |
| Poursuite (12,5 km) | Halvard Hanevold     | 2         | 33 min 59 s 6 | 8             |
| Poursuite (12,5 km) | Ole Einar Bjørndalen | 2         | 32 min 34 s 6 | Médaille d'or |

| Épreuve | Athlète              | Temps réel    | Pénalités | Temps         | Classement    |
| ------- | -------------------- | ------------- | --------- | ------------- | ------------- |
| 20 km   | Egil Gjelland        | 52 min 16 s 1 | 2 min     | 54 min 16 s 1 | 16            |
| 20 km   | Frode Andresen       | 49 min 39 s 1 | 3 min     | 52 min 39 s 1 | 7             |
| 20 km   | Halvard Hanevold     | 52 min 16 s 3 | 0         | 52 min 16 s 3 | 5             |
| 20 km   | Ole Einar Bjørndalen | 49 min 03 s 3 | 2 min     | 51 min 03 s 3 | Médaille d'or |

Relai masculin (4 x 7,5 km)
| Athlètes                                                           | Résultats | Résultats         | Résultats     |
| Athlètes                                                           | Pénalités | Temps             | Classement    |
| ------------------------------------------------------------------ | --------- | ----------------- | ------------- |
| Halvard Hanevold Frode Andresen Egil Gjelland Ole Einar Bjørndalen | 0 (0 + 8) | 1 h 23 min 42 s 3 | Médaille d'or |

### Bobsleigh
Bien que cette édition des Jeux olympiques voit pour la première fois une épreuve féminine avec le bob à deux, la Norvège ne s'engage que dans les épreuves masculines.

#### Hommes
| Équipage | Athlètes                           | Épreuve    | Manche 1 | Manche 1   | Manche 2 | Manche 2   | Manche 3 | Manche 3   | Manche 4 | Manche 4   | Total         | Total            |
| Équipage | Athlètes                           | Épreuve    | Temps    | Classement | Temps    | Classement | Temps    | Classement | Temps    | Classement | Temps         | Classement final |
| -------- | ---------------------------------- | ---------- | -------- | ---------- | -------- | ---------- | -------- | ---------- | -------- | ---------- | ------------- | ---------------- |
| NOR-1    | Arnfinn Kristiansen Bjarne Røyland | Bob à deux | 48 s 34  | 19         | 48 s 21  | 17         | 48 s 46  | 21         | 48 s 17  | 13         | 3 min 13 s 18 | 20               |

| Équipage | Athlètes                                                                  | Épreuve      | Manche 1 | Manche 1   | Manche 2 | Manche 2   | Manche 3 | Manche 3   | Manche 4 | Manche 4   | Total | Total            |
| Équipage | Athlètes                                                                  | Épreuve      | Temps    | Classement | Temps    | Classement | Temps    | Classement | Temps    | Classement | Temps | Classement final |
| -------- | ------------------------------------------------------------------------- | ------------ | -------- | ---------- | -------- | ---------- | -------- | ---------- | -------- | ---------- | ----- | ---------------- |
| NOR-1    | Arnfinn Kristiansen Ole Christian Strømberg Bjarne Røyland Mariusz Musial | Bob à quatre | 47 s 02  | 11         | 47 s 18  | 16         | 47 s 84  | 18         | DNF      | –          | DNF   | –                |

### Combiné nordique
Lors de cette édition des Jeux olympiques, le combiné nordique est une discipline exclusivement masculine.
Pour chaque épreuve les athlètes sautent en premier, puis la course de ski de fond est une poursuite dont les écarts initiaux sont calculés en fonction des distances réalisées lors du saut.
| Athlète              | Épreuve                            | Saut à ski | Saut à ski | Ski de fond (temps) | Classement final |
| Athlète              | Épreuve                            | Points     | Classement | Ski de fond (temps) | Classement final |
| -------------------- | ---------------------------------- | ---------- | ---------- | ------------------- | ---------------- |
| Jan Rune Grave       | Sprint (7,5 km, grand tremplin)    | 94,3 m     | 33         | 18 min 33 s 2       | 26               |
| Preben Fjære Brynemo | Sprint (7,5 km, grand tremplin)    | 96,8 m     | 30         | 18 min 35 s 5       | 30               |
| Kristian Hammer      | Sprint (7,5 km, grand tremplin)    | 98,3 m     | 29         | 18 min 21 s 0       | 20               |
| Sverre Rotevatn      | Sprint (7,5 km, grand tremplin)    | 100,0 m    | 28         | 17 min 54 s 4       | 13               |
| Sverre Rotevatn      | Individuel (15 km, petit tremplin) | 189,5 m    | 41         | 45 min 24 s 6       | 36               |
| Jan Rune Grave       | Individuel (15 km, petit tremplin) | 207,0 m    | 35         | 44 min 18 s 5       | 24               |
| Preben Fjære Brynemo | Individuel (15 km, petit tremplin) | 212,0 m    | 30         | 43 min 50 s 3       | 22               |
| Kristian Hammer      | Individuel (15 km, petit tremplin) | 221,5 m    | 22         | 41 min 40 s 8       | 8                |

Épreuve par équipe
Les équipes sont composées de quatre athlètes, qui sautent sur petit tremplin avant de courir un relais de 4 fois 5 km.
| Athlètes                                                            | Saut à ski | Saut à ski | Ski de fond (temps) | Classement final |
| Athlètes                                                            | Points     | Classement | Ski de fond (temps) | Classement final |
| ------------------------------------------------------------------- | ---------- | ---------- | ------------------- | ---------------- |
| Sverre Rotevatn Kristian Hammer Jan Rune Grave Preben Fjære Brynemo | 791,5 m    | 10         | 51 min 22 s 1       | 5                |

### Curling

#### Tournoi féminin

##### Premier tour
Les quatre premières équipes se qualifient pour les phases finales.
| Nation          | Capitaine          | V | D |
| --------------- | ------------------ | - | - |
| Canada          | Kelley Law         | 8 | 1 |
| Suisse          | Luzia Ebnöther     | 7 | 2 |
| États-Unis      | Kari Erickson      | 6 | 3 |
| Grande-Bretagne | Rhona Martin       | 5 | 4 |
| Allemagne       | Natalie Neßler     | 5 | 4 |
| Suède           | Elisabet Gustafson | 5 | 4 |
| Norvège         | Dordi Nordby       | 4 | 5 |
| Japon           | Akiko Katoh        | 2 | 7 |
| Danemark        | Lene Bidstrup      | 2 | 7 |
| Russie          | Olga Jarkova       | 1 | 8 |

| Royaume-Uni | 10 | 6  | Norvège    |
| Canada      | 6  | 5  | Norvège    |
| Norvège     | 5  | 7  | Suisse     |
| Allemagne   | 5  | 10 | Norvège    |
| Suède       | 10 | 3  | Norvège    |
| Norvège     | 5  | 4  | Russie     |
| Japon       | 5  | 8  | Norvège    |
| Norvège     | 9  | 4  | Danemark   |
| Norvège     | 2  | 11 | États-Unis |

Membres de l'équipe :
| Norvège |
| --- |
| Snarøen CC, Oslo Skip : Dordi Nordby Third : Hanne Woods Second : Marianne Haslum Lead : Camilla Holth Remplaçant : Kristin Løvseth |

#### Tournoi masculin

##### Premier tour
Les quatre premières équipes se qualifient pour les phases finales.
| Nation          | Capitaine              | V | D |
| --------------- | ---------------------- | - | - |
| Canada          | Kevin Martin           | 8 | 1 |
| Norvège         | Pål Trulsen            | 7 | 2 |
| Suisse          | Andreas Schwaller      | 6 | 3 |
| Suède           | Peja Lindholm          | 6 | 3 |
| Finlande        | Markku Uusipaavalniemi | 5 | 4 |
| Allemagne       | Sebastian Stock        | 4 | 5 |
| Danemark        | Ulrik Schmidt          | 3 | 6 |
| Grande-Bretagne | Hammy McMillan         | 3 | 6 |
| États-Unis      | Tim Somerville         | 3 | 6 |
| France          | Dominique Dupont-Roc   | 0 | 9 |

| Norvège     | 4  | 5 | Suisse     |
| France      | 2  | 8 | Norvège    |
| Royaume-Uni | 6  | 7 | Norvège    |
| Norvège     | 6  | 5 | États-Unis |
| Norvège     | 9  | 4 | Danemark   |
| Finlande    | 5  | 6 | Norvège    |
| Norvège     | 10 | 5 | Allemagne  |
| Canada      | 9  | 4 | Norvège    |
| Suède       | 8  | 9 | Norvège    |

##### Phase finale
Demi-finale
| Équipes            | 1 | 2 | 3 | 4 | 5 | 6 | 7 | 8 | 9 | 10 | 11 | Total |
| ------------------ | - | - | - | - | - | - | - | - | - | -- | -- | ----- |
| Norvège (Trulsen)  | 0 | 0 | 1 | 0 | 1 | 0 | 1 | 0 | 2 | 1  | 1  | 7     |
| Suisse (Schwaller) | 0 | 1 | 0 | 3 | 0 | 1 | 0 | 1 | 0 | 0  | 0  | 6     |

Finale
| Équipes           | 1 | 2 | 3 | 4 | 5 | 6 | 7 | 8 | 9 | 10 | Total |
| ----------------- | - | - | - | - | - | - | - | - | - | -- | ----- |
| Canada (Martin)   | 0 | 0 | 0 | 0 | 2 | 1 | 0 | 2 | 0 | 0  | 5     |
| Norvège (Trulsen) | 0 | 1 | 0 | 2 | 0 | 0 | 1 | 0 | 1 | 1  | 6     |

Membres de l'équipe :
| Norvège |
| --- |
| Stabekk CC, Oslo Skip : Pål Trulsen Third : Lars Vågberg Second : Flemming Davanger Lead : Bent Ånund Ramsfjell Remplaçant : Torger Nergård |

### Patinage de vitesse
Cette édition des Jeux olympiques comprend dix épreuves sur cinq distances déclinées en version féminine et masculine : 500 mètres, 1000 mètres, 1500 mètres, 3000 mètres et 5000 mètres. La Norvège présente des patineurs dans toutes les épreuves masculines, mais aucune patineuse dans les épreuves féminines.

#### Homme
| Épreuve  | Athlète         | Course 1      | Course 1   | Course 2 | Course 2   | Total          | Total              |
| Épreuve  | Athlète         | Temps         | Classement | Temps    | Classement | Temps          | Classement         |
| -------- | --------------- | ------------- | ---------- | -------- | ---------- | -------------- | ------------------ |
| 500 m    | Grunde Njøs     | 1 min 37 s 67 | 37         | 35 s 90  | 30         | 133 s 57       | 35                 |
| 1000 m   | Grunde Njøs     |               |            |          |            | 1 min 11 s 31  | 39                 |
| 1000 m   | Petter Andersen |               |            |          |            | 1 min 10 s 14  | 28                 |
| 1000 m   | Ådne Søndrål    |               |            |          |            | 1 min 08 s 64  | 11                 |
| 1500 m   | Eskil Ervik     |               |            |          |            | 1 min 49 s 24  | 35                 |
| 1500 m   | Petter Andersen |               |            |          |            | 1 min 47 s 21  | 20                 |
| 1500 m   | Ådne Søndrål    |               |            |          |            | 1 min 45 s 26  | Médaille de bronze |
| 5000 m   | Stian Bjørge    |               |            |          |            | 6 min 36 s 04  | 26                 |
| 5000 m   | Eskil Ervik     |               |            |          |            | 6 min 32 s 80  | 21                 |
| 5000 m   | Lasse Sætre     |               |            |          |            | 6 min 25 s 92  | 10                 |
| 10,000 m | Kjell Storelid  |               |            |          |            | 13 min 27 s 24 | 8                  |
| 10,000 m | Lasse Sætre     |               |            |          |            | 13 min 16 s 92 | Médaille de bronze |

### Saut à ski
Aux Jeux olympiques (depuis 1924) le saut à ski est une discipline exclusivement masculine. Le CIO n'accepte d'ajouter une épreuve féminine pour les Jeux olympiques de 2014 à Sotchi.
| Athlète            | Épreuve        | Saut de qualifiquation | Saut de qualifiquation | Saut de qualifiquation | Saut final 1 | Saut final 1 | Saut final 1 | Saut final 2 | Saut final 2 | Total  | Total      |
| Athlète            | Épreuve        | Distance               | Points                 | Classement             | Distance     | Points       | Classement   | Distance     | Points       | Points | Classement |
| ------------------ | -------------- | ---------------------- | ---------------------- | ---------------------- | ------------ | ------------ | ------------ | ------------ | ------------ | ------ | ---------- |
| Roar Ljøkelsøy     | Petit tremplin | 87,5 m                 | 109,0                  | 21 Q                   | 91,5 m       | 119,0        | 11 Q         | 90,0 m       | 114,5        | 233,5  | 18         |
| Lars Bystøl        | Petit tremplin | 88,0 m                 | 109,5                  | 20 Q                   | 88,5 m       | 110,5        | 30 Q         | 86,5 m       | 104,5        | 215,0  | 31         |
| Tommy Ingebrigtsen | Petit tremplin | 89,0 m                 | 110,5                  | 18 Q                   | 91,5 m       | 116,5        | 20 Q         | 91,0 m       | 115,5        | 232,0  | 20         |
| Anders Bardal      | Petit tremplin | 91,0 m                 | 116,0                  | 9 Q                    | 91,0 m       | 116,5        | 20 Q         | 89,0 m       | 110,5        | 227,0  | 27         |
| Lars Bystøl        | Grand tremplin | 107,5 m                | 88,5                   | 30 Q                   | 113,0 m      | 99,4         | 38           | -            | -            | -      | -          |
| Roar Ljøkelsøy     | Grand tremplin | 111,0 m                | 96,8                   | 23 Q                   | 116,5 m      | 107,2        | 32           | -            | -            | -      | -          |
| Tommy Ingebrigtsen | Grand tremplin | 112,0 m                | 97,6                   | 20 Q                   | 119,0 m      | 110,7        | 25           | 112,0 m      | 97,1         | 207,8  | 26         |
| Anders Bardal      | Grand tremplin | 112,5 m                | 99,5                   | 16 Q                   | 118,5 m      | 110,3        | 27 Q         | 114,5 m      | 102,6        | 212,9  | 25         |

Concours par équipe (grand tremplin)
Chaque membre de l'équipe effectue deux sauts.
| Athlètes                                                    | Resultat | Resultat   |
| Athlètes                                                    | Points   | Classement |
| ----------------------------------------------------------- | -------- | ---------- |
| Tommy Ingebrigtsen Lars Bystøl Anders Bardal Roar Ljøkelsøy | 790,8    | 9          |

### Skeleton
Après 54 ans d'absence le skeleton est de retour aux Jeux olympiques, pour une épreuve féminine et une épreuve masculine. La Norvège n'engage qu'un athlète, Snorre Pedersen, chez les hommes.

#### Homme
| Athlète         | Manche 1 | Manche 1   | Manche 2 | Manche 2   | Total         | Total            |
| Athlète         | Temps    | Classement | Temps    | Classement | Temps         | Classement final |
| --------------- | -------- | ---------- | -------- | ---------- | ------------- | ---------------- |
| Snorre Pedersen | 52 s 07  | 17         | 51 s 70  | 12         | 1 min 43 s 77 | 14               |

### Ski acrobatique
Lors de cette édition des Jeux olympiques la discipline du ski acrobatique est composé de deux épreuves pour les femmes et deux pour les hommes (Bosses et Saut dans les deux cas), mais la Norvège ne présente des athlètes que pour les épreuves féminines.

#### Femmes
| Athlète           | Épreuve | Qualification | Qualification | Qualification | Finale  | Finale | Finale        |
| Athlète           | Épreuve | Temps         | Points        | Classement    | Temps   | Points | Classement    |
| ----------------- | ------- | ------------- | ------------- | ------------- | ------- | ------ | ------------- |
| Ingrid Berntsen   | Bosses  | 38 s 32       | 22,28         | 17            | -       | -      | -             |
| Kari Traa         | Bosses  | 36 s 67       | 25,11         | 1 Q           | 34 s 48 | 25,94  | Médaille d'or |
| Hilde Synnøve Lid | Saut    |               | 148,82        | 16            | -       | -      | -             |

### Ski alpin

#### Femmes
| Athlète               | Épreuve      | 1re manche | 2de manche | Total         | Total      |
| Athlète               | Épreuve      | Temps      | Temps      | Temps         | Classement |
| --------------------- | ------------ | ---------- | ---------- | ------------- | ---------- |
| Ingeborg Helen Marken | Descente     |            |            | 1 min 41 s 08 | 13         |
| Ingeborg Helen Marken | Super-G      |            |            | ab.           | -          |
| Stina Hofgaard Nilsen | Slalom géant | ab.        | -          | ab.           | -          |
| Andrine Flemmen       | Slalom géant | ab.        | -          | ab.           | -          |
| Trine Bakke-Rognmo    | Slalom       | ab.        | -          | ab.           | -          |
| Hedda Berntsen        | Slalom       | ab.        | -          | ab.           | -          |

#### Hommes
| Athlète               | Épreuve      | 1re manche    | 2de manche        | Total         | Total              |
| Athlète               | Épreuve      | Temps         | Temps             | Temps         | Classement         |
| --------------------- | ------------ | ------------- | ----------------- | ------------- | ------------------ |
| Kenneth Sivertsen     | Descente     |               |                   | 1 min 41 s 70 | 25                 |
| Bjarne Solbakken      | Descente     |               |                   | 1 min 40 s 74 | 12                 |
| Kjetil André Aamodt   | Descente     |               |                   | 1 min 39 s 78 | 4                  |
| Lasse Kjus            | Descente     |               |                   | 1 min 39 s 35 | Médaille d'argent  |
| Lasse Kjus            | Super-G      |               |                   | ab.           | -                  |
| Kenneth Sivertsen     | Super-G      |               |                   | 1 min 24 s 16 | 19                 |
| Bjarne Solbakken      | Super-G      |               |                   | 1 min 22 s 10 | 5                  |
| Kjetil André Aamodt   | Super-G      |               |                   | 1 min 21 s 58 | Médaille d'or      |
| Kenneth Sivertsen     | Slalom géant | 1 min 14 s 16 | 1 min 12 s 35     | 2 min 26 s 51 | 20                 |
| Bjarne Solbakken      | Slalom géant | 1 min 13 s 15 | 1 min 11 s 35     | 2 min 24 s 50 | 6                  |
| Kjetil André Aamodt   | Slalom géant | 1 min 13 s 14 | 1 min 11 s 48     | 2 min 24 s 62 | 7                  |
| Lasse Kjus            | Slalom géant | 1 min 12 s 79 | 1 min 11 s 53     | 2 min 24 s 32 | Médaille de bronze |
| Truls Ove Karlsen     | Slalom       | ab.           | -                 | ab.           | -                  |
| Ole Kristian Furuseth | Slalom       | 51 s 03       | 53 s 36           | 1 min 44 s 39 | 9                  |
| Tom Stiansen          | Slalom       | 50 s 74       | 54 s 45           | 1 min 45 s 19 | 12                 |
| Kjetil André Aamodt   | Slalom       | 49 s 92       | 52 s 80           | 1 min 42 s 72 | 6                  |
| Truls Ove Karlsen     | Combiné      | 1 min 41 s 85 | ab.               | ab.           | -                  |
| Lasse Kjus            | Combiné      | 1 min 38 s 97 | 47 s 72 + 53 s 11 | 3 min 19 s 80 | 5                  |
| Kjetil André Aamodt   | Combiné      | 1 min 38 s 79 | 46 s 88 + 51 s 89 | 3 min 17 s 56 | Médaille d'or      |

### Ski de fond

#### Femmes
Sprint (1,5 km)
Les 16 premières du tour de qualification sont qualifiées pour les quarts de finale. Les deux premières de chaque quart plus le meilleur temps parmi les non-qualifiée sont en demi-finale.
Les deux meilleures de chaque demi-finale sont qualifiées pour la grande finale, les deux suivantes pour la finale de classement.
| Athlète                      | Tour de qualification | Tour de qualification | Quart de finale | Quart de finale | Demi-finale  | Demi-finale | Finale       | Finale             |
| Athlète                      | Temps                 | Classement            | Temps           | Classement      | Temps        | Classement  | Temps        | Classement final   |
| ---------------------------- | --------------------- | --------------------- | --------------- | --------------- | ------------ | ----------- | ------------ | ------------------ |
| Vibeke Skofterud             | 3 min 20 s 21         | 21                    | -               | -               | -            | -           | -            | 21                 |
| Hilde Gjermundshaug Pedersen | 3 min 19 s 79         | 19                    | -               | -               | -            | -           | -            | 19                 |
| Maj Helen Sorkmo             | 3 min 17 s 10         | 11 Q                  | 3 min 44 s 2    | 3 R             | 3 min 19 s 4 | 3 QB        | 3 min 25 s 5 | 6                  |
| Anita Moen                   | 3 min 14 s 13         | 4 Q                   | 3 min 15 s 9    | 2 Q             | 3 min 23 s 8 | 1 Q         | 3 min 12 s 7 | Médaille de bronze |

Légende :

Q : qualifiée, R : repéchée au temps : QB : qualifiée pour la petite finale (finale B).
Poursuite (2x5 km)
L'épreuve de poursuite est divisée en deux manches. D'abord 5 km en style classique dont les cinquante meilleures sont qualifiées pour la seconde manche. La seconde manche est une épreuve de poursuite en style libre (en "skating") de 5 km également dont les intervalles de temps au départ sont ceux à l'arrivée de la première manche.
| Athlète                      | 5 km style classique | 5 km style classique | 5 km style libre | 5 km style libre |
| Athlète                      | Temps                | Classement           | Temps            | Classement final |
| ---------------------------- | -------------------- | -------------------- | ---------------- | ---------------- |
| Vibeke Skofterud             | 14 min 12 s 3        | 34 Q                 | 13 min 28 s 5    | 28               |
| Tina Bay                     | 13 min 53 s 7        | 20 Q                 | 13 min 24 s 5    | 26               |
| Hilde Gjermundshaug Pedersen | 13 min 44 s 7        | 13 Q                 | 13 min 07 s 8    | 14               |
| Bente Skari-Martinsen        | 13 min 11 s 7        | 2 Q                  | 12 min 16 s 0    | 6                |

| Épreuve               | Athlète                      | Résultats         | Résultats          |
| Épreuve               | Athlète                      | Temps             | Classement         |
| --------------------- | ---------------------------- | ----------------- | ------------------ |
| 10 km Style classique | Tina Bay                     | 30 min 16 s 3     | 25                 |
| 10 km Style classique | Anita Moen                   | 29 min 15 s 5     | 9                  |
| 10 km Style classique | Hilde Gjermundshaug Pedersen | 28 min 56 s 2     | 6                  |
| 10 km Style classique | Bente Skari                  | 28 min 05 s 6     | Médaille d'or      |
| 15 km Style libre     | Maj Helen Sorkmo             | DNF               | –                  |
| 15 km Style libre     | Marit Bjørgen                | 47 min 07 s 4     | 50                 |
| 15 km Style libre     | Vibeke Skofterud             | 42 min 50 s 9     | 28                 |
| 15 km Style libre     | Hilde Gjermundshaug Pedersen | 41 min 47 s 8     | 14                 |
| 30 km Style classique | Marit Bjørgen                | 1 h 37 min 02 s 6 | 14                 |
| 30 km Style classique | Vibeke Skofterud             | 1 h 35 min 02 s 3 | 8                  |
| 30 km Style classique | Anita Moen                   | 1 h 31 min 37 s 3 | 4                  |
| 30 km Style classique | Bente Skari                  | 1 h 31 min 36 s 3 | Médaille de bronze |

Relai 4 x 5 km
Le relai est composé de quatre relais de 10 km, deux en style classique et deux en style libre.
| Athlètes                                                          | Résultats     | Résultats         |
| Athlètes                                                          | Temps         | Classement        |
| ----------------------------------------------------------------- | ------------- | ----------------- |
| Marit Bjørgen Bente Skari Hilde Gjermundshaug Pedersen Anita Moen | 49 min 31 s 9 | Médaille d'argent |

#### Hommes
Sprint (1,5 km)
Les 16 premiers du tour de qualification sont qualifiés pour les quarts de finale. Les deux premiers de chaque quart plus le meilleur temps parmi les non-qualifié sont en demi-finale.
Les deux meilleurs de chaque demi-finale sont qualifiés pour la grande finale, les deux suivants pour la finale de classement.
| Athlète           | Tour de qualification | Tour de qualification | Quart de finale | Quart de finale | Demi-finale  | Demi-finale | Finale       | Finale           |
| Athlète           | Temps                 | Classement            | Temps           | Classement      | Temps        | Classement  | Temps        | Classement final |
| ----------------- | --------------------- | --------------------- | --------------- | --------------- | ------------ | ----------- | ------------ | ---------------- |
| Trond Einar Elden | 2 min 53 s 31         | 12 Q                  | 2 min 58 s 1    | 4               | -            | -           | -            | 15               |
| Tor Arne Hetland  | 2 min 51 s 19         | 6 Q                   | 2 min 57 s 2    | 1 Q             | 2 min 59 s 9 | 2 Q         | 2 min 56 s 9 | Médaille d'or    |
| Trond Iversen     | 2 min 51 s 09         | 4 Q                   | 2 min 56 s 8    | 2 Q             | 3 min 10 s 5 | 3 QB        | 2 min 56 s 6 | 6                |
| Håvard Bjerkeli   | 2 min 50 s 07         | 1 Q                   | 3 min 05 s 8    | 4               | -            | -           | -            | 13               |

Légende :

Q : qualifiée, R : repéchée au temps : QB : qualifiée pour la petite finale (finale B).
Poursuite (2x10 km)
L'épreuve de poursuite est divisée en deux manches. D'abord 10 km en style classique dont les cinquante meilleurs sont qualifiés pour la seconde manche. La seconde manche est une épreuve de poursuite en style libre (donc en « skating ») de 10 km également dont les intervalles de temps au départ sont ceux à l'arrivée de la première manche.
| Athlètes         | 10 km style classique | 10 km style classique | 10 km style libre | 10 km style libre |
| Athlètes         | Temps                 | Classement            | Temps             | Classement final  |
| ---------------- | --------------------- | --------------------- | ----------------- | ----------------- |
| Thomas Alsgaard  | 26 min 56 s 4         | 15 Q                  | 23 min 41 s 9     | Médaille d'or     |
| Kristen Skjeldal | 26 min 55 s 5         | 13 Q                  | 24 min 50 s 6     | 22                |
| Anders Aukland   | 26 min 27 s 6         | 2 Q                   | 24 min 03 s 8     | 7                 |
| Frode Estil      | 26 min 20 s 4         | 1 Q                   | 23 min 41 s 9     | Médaille d'or     |

| Event                 | Athlete              | Race              | Race               |
| Event                 | Athlete              | Temps             | Classement         |
| --------------------- | -------------------- | ----------------- | ------------------ |
| 15 km Style classique | Odd-Bjørn Hjelmeset  | 39 min 31 s 4     | 20                 |
| 15 km Style classique | Erling Jevne         | 38 min 13 s 6     | 6                  |
| 15 km Style classique | Anders Aukland       | 38 min 08 s 3     | 4                  |
| 15 km Style classique | Frode Estil          | 37 min 43 s 4     | Médaille d'argent  |
| 30 km Style libre     | Tor Arne Hetland     | 1 h 18 min 28 s 5 | 49                 |
| 30 km Style libre     | Thomas Alsgaard      | 1 h 13 min 30 s 2 | 12                 |
| 30 km Style libre     | Ole Einar Bjørndalen | 1 h 11 min 44 s 5 | 5                  |
| 30 km Style libre     | Kristen Skjeldal     | 1 h 11 min 42 s 7 | Médaille de bronze |
| 50 km Style classique | Erling Jevne         | 2 h 12 min 06 s 6 | 10                 |
| 50 km Style classique | Frode Estil          | 2 h 10 min 44 s 8 | 9                  |
| 50 km Style classique | Anders Aukland       | 2 h 10 min 05 s 7 | 7                  |
| 50 km Style classique | Odd-Bjørn Hjelmeset  | 2 h 08 min 41 s 5 | Médaille de bronze |

Relai (4 x 10 km)
Le relai est composé de quatre relais de 10 km, deux en style classique et deux en style libre.
| Athlètes                                                    | Résultats         | Résultats     |
| Athlètes                                                    | Temps             | Classement    |
| ----------------------------------------------------------- | ----------------- | ------------- |
| Anders Aukland Frode Estil Kristen Skjeldal Thomas Alsgaard | 1 h 32 min 45 s 5 | Médaille d'or |

### Snowboard
Cette édition des Jeux olympiques comprend quatre épreuves de snowboard : Half-pipe et Slalom géant parallèle, masculin et féminin. La Norvège n'est représentée que pour les épreuves de half-pipe.
Lors des épreuves de half-pipe, chaque athlète effectue une première manche. Les six meilleurs sont directement qualifiés pour la finale. Les autres prennent part à une seconde manche où là-encore les six meilleurs se qualifient pour la finale.

#### Femme
| Athlete             | Qualifying round 1 | Qualifying round 1 | Qualifying round 2 | Qualifying round 2 | Final  | Final      |
| Athlete             | Points             | Classement         | Points             | Classement         | Points | Classement |
| ------------------- | ------------------ | ------------------ | ------------------ | ------------------ | ------ | ---------- |
| Stine Brun Kjeldaas | 27,1               | 11                 | 30,9               | 7                  | -      | -          |
| Lisa Wiik           | 33,1               | 6 Q                |                    |                    | 28,9   | 10         |
| Kjersti Buaas       | 38,7               | 2 Q                |                    |                    | 37,3   | 4          |

#### Homme
| Athlète               | Tour de qualifiquation 1 | Tour de qualifiquation 1 | Tour de qualifiquation 2 | Tour de qualifiquation 2 | Finale | Finale     |
| Athlète               | Points                   | Classement               | Points                   | Classement               | Points | Classement |
| --------------------- | ------------------------ | ------------------------ | ------------------------ | ------------------------ | ------ | ---------- |
| Kim Christiansen      | 23,3                     | 24                       | 37,0                     | 8                        | -      | -          |
| Halvor Skramstad Lunn | 30,0                     | 18                       | 21,7                     | 25                       | -      | -          |
| Daniel Franck         | 39,9                     | 3 Q                      |                          |                          | 37,4   | 10         |